# Анісет Габріель Кочофа
Анісет Габріель Кочофа (Aniset Gabriel Kochofa; 27 лютого 1959) — бенінський поет і дипломат. Надзвичайний і Повноважний Посол Беніну в РФ з одночасної акредитацією в Україні.

## Життєпис
Народився 27 лютого 1959 р. в Дасса-Зуме (Бенін). Закінчив Московський інститут нафти і газу ім. І. М. Губкіна (1987) за спеціальністю геологія і розвідка нафтових і газових родовищ, аспірантуру РГУ нафти і газу ім. Губкіна. Кандидат геолого-мінералогічних наук. Володіє російською, англійською, французькою мовами.
У 1988—1990 рр. — генеральний секретар асоціації бенінського студентів в СРСР;
У 1990—1993 рр. — генеральний секретар Асоціації іноземних студентів в СРСР, головний редактор газети «Assist Campus»;
З 1994 р — викладач-доцент теоретичних основ пошуків і розвідки нафти і газу, моделювання пошуково-розвідувальних робіт на нафту і газ та геології нафти і газу Російського державного університету нафти і газу ім. І. М. Губкіна;
З 1996 року — консультант лабораторії геології і геохімії в Російському державному університеті нафти і газу ім. І. М. Губкіна;
З 1996 року — президент асоціації іноземних студентів в РФ.
У 1998—2004 рр. — віце-президент Верховної Ради бенінського громадян проживають за кордоном (HCBE);
З 2000 року — заступник директора Бюро міжнародного співробітництва в Московській академії економіки і права;
З 2000 року — член ради неурядових організацій арабо-африканської молоді в рамках африканської єдності (Триполі, Лівія);
У 2001—2003 рр. — генеральний секретар бенінського спільноти Росії (CBR).
З 2002 року — почесний професор Бєлгородської державної технологічної академії будівельних матеріалів ім. В. Г. Шухова;
З 2002 року — генеральний секретар Міжнародної Федерації міжуніверситетського спорту;
З 2003 року — член виконавчого бюро «Ліга футболу Східної Європи», голова Комітету зі зв'язків з молоддю «Федерації мігрантів в Росії», віце-президент Асоціації друзів РУДН, віце-президент Міжнародного клубу друзів МАЕП, представник Африканської дипломатичної академії в Росії.
З 2006 року — член консультативної Ради «Громадянська вісімка G-8»;
У 2012—2016 рр. — Надзвичайний і Повноважний Посол Беніну в РФ, з одночасної акредитацією в Україні та в країнах СНД.
5 липня 2013 року — вручив вірчі грамоти Президенту України Віктору Януковичу.

## Наукова діяльність
- член-кореспондент Російської Академії діалектико-системних досліджень і розробок;
- член Міжнародної комісії еквівалентностей і визнання дипломів;
- член комісії акредитації асоціації;
- член Міжнародного центру систем освіти (ICES) — представництва ЮНЕСКО в Росії;

## Автор публікацій
- автор 35 наукових публікацій про методи пошукових і розвідувальних робіт на нафту і газ, автор випуску практичних вправ по структурної геології, співавтор навчального посібника — «Моделювання пошуково-розвідувальних робіт на нафту і газ», автор монограми «Нафтогазоносність Дагомейско-нігерійської синеклизи».